# Joseph Butler
Joseph Butler (18. května 1692 – 16. června 1752) byl anglický anglikánský biskup, teolog, apologeta a filozof. Je známý mimo jiné svou kritikou deismu, egoismu Thomase Hobbese a teorie osobní identity Johna Locka. Butler ovlivnil mnoho filozofů a náboženských myslitelů, včetně Davida Humea, Thomase Reida, Adama Smitha, Henryho Sidgwicka, Johna Henryho Newmana, a C. D. Broada, a je všeobecně považován za „jednoho z přední anglických moralistů“. Hrál též důležitou, i když podceňovanou roli ve vývoji ekonomického diskurzu osmnáctého století, když výrazně ovlivnil a politického ekonoma Josiaha Tuckera.